# Donald Thomas
Donald Thomas (Freeport (Bahamas), 1 de julio de 1984) es un atleta bahamense, especialista en la prueba de salto de altura, con la que ha llegado a ser campeón mundial en 2007.

## Carrera deportiva
En el Mundial de Osaka 2007 gana la medalla de oro en el salto de altura, con una marca de 2.35 metros (mejor marca de la temporada), quedando por delante del ruso Yaroslav Rybakov y el chipriota Kyriakos Ioannou, que ambos consiguieron saltar también los 2.35 m.